# غردة بليج
غردة بليج هي قرية في مقاطعة أرومية، إيران. يقدر عدد سكانها بـ 145 نسمة بحسب إحصاء 2016.